# 茅ヶ崎市立小出小学校
茅ヶ崎市立小出小学校（ちがさきしりつ こいでしょうがっこう）は、神奈川県茅ヶ崎市芹沢にある公立小学校。茅ヶ崎市内で最初の小学校であり、行谷村宝蔵寺での時習学舎を母体とする。芹沢村法円寺と堤村妙伝寺に分校ができ、のちに小出尋常小学校が結成された。市内で最北部に位置する。

## 概要
小出小学校は、茅ヶ崎市の芹沢、堤、下寺尾、行谷、赤羽根（一部）に住所を有する児童が就学する。茅ヶ崎市役所小出支所に隣接し、茅ヶ崎市内にある市立学校の中で最も標高が高い所にあるため、ごくたまにこの小学校の屋上を使って行政などが測量をする場合がある。小出小学校は茅ヶ崎市の中で最も児童数が少なく1学年あたり2学級程になる場合が多い。卒業後ほとんど児童は、北陽中学校に進学する。

## 特色
- 茅ヶ崎市内の小学校の中で最も古い小学校である。
- 児童が登校するときは登校班と呼ばれるグループで登校する。
- 登校班グループを大きく地域ずつに分けたて割り班として縁日集会のため活動する。
- 自然が多い。

## 周辺
- 茅ヶ崎市役所小出支所
- 神奈川県立茅ケ崎里山公園
- 文教大学湘南キャンパス

## アクセス
- 東日本旅客鉄道（JR東日本）東海道線・相模線：茅ケ崎駅からバスで小出小学校前下車
- JR東日本・相模線：香川駅からコミュニティバスで小出小学校前下車

## 著名な出身者
- 鈴木保奈美 - 女優、石橋貴明（とんねるず）の元妻